# Gerichtsbezirk Marienbad
Der Gerichtsbezirk Marienbad (tschechisch: soudní okres Mariánské Lázně) war ein dem Bezirksgericht Marienbad unterstehender Gerichtsbezirk im Kronland Böhmen. Er umfasste Gebiete im westlichen Teil Böhmens. Zentrum und Gerichtssitz des Gerichtsbezirks war die Stadt Marienbad (Mariánské Lázně). Das Gebiet gehörte seit 1918 zur neu gegründeten Tschechoslowakei und ist seit 1991 Teil der Tschechischen Republik.

## Geschichte
Die ursprüngliche Patrimonialgerichtsbarkeit wurde im Kaisertum Österreich nach den Revolutionsjahren 1848/49 aufgehoben. An ihre Stelle traten die Bezirks-, Landes- und Oberlandesgerichte, die nach den Grundzüge des Justizministers geplant und deren Schaffung am 6. Juli 1849 von Kaiser Franz Joseph I. genehmigt wurde. Das spätere Gebiet des Gerichtsbezirks Marienbad gehörte zunächst zum Kreis Eger und verteilte sich auf die Gerichtsbezirke Tepl bzw. Petschau. Das Gebiet wurde im Zuge der Trennung der politischen von der judikativen Verwaltung ab 1868 Teil des Bezirks Tepl bzw. des Bezirks Karlsbad. Die Errichtung des Gerichtsbezirks Marienbad wurde 1887 gesetzlich beschlossen, wobei der Gerichtsbezirk aus zehn Gemeinden des Gerichtsbezirks Tepl und der Stadt Sangenberg des Gerichtsbezirks Petschau gebildet wurde und zunächst Teil des Bezirks Tepl blieb. Die Errichtung des Gerichtsbezirks erlange per 1. Mai 1888 seine Amtwirksamkeit, als das Bezirksgericht Marienbad seine Tätigkeit aufnahm.
Per 1. Oktober 1902 bildete der Gerichtsbezirk Marienbad gemeinsam mit dem Gerichtsbezirk Bad Königswart (Mariánské Lázně) den Bezirk Marienbad.
Der Gerichtsbezirk Marienbad wies 1910 eine Bevölkerung von 15.537 Personen auf, von denen 15.295 Deutsch und 8 Tschechisch als Umgangssprache angaben. Im Gerichtsbezirk lebten zudem 234 Anderssprachige oder Staatsfremde.
Durch die Grenzbestimmungen des am 10. September 1919 abgeschlossenen Vertrages von Saint-Germain kam der Gerichtsbezirk Marienbad vollständig zur neugegründeten Tschechoslowakei, wobei die Gerichtseinteilung bis 1938 im Wesentlichen bestehen blieb. Nach dem Münchner Abkommen wurde das Gebiet dem Landkreis Marienbad zugeschlagen.
Nach dem Zweiten Weltkrieg gehörte das Gebiet zum Okres Cheb, dessen Behörden jedoch im Zuge einer Verwaltungsreform 2003 ihre Verwaltungskompetenzen verloren. Diese werden seitdem von den Gemeinden bzw. dem Karlovarský kraj, zudem das Gebiet um Marienbad seit Beginn des 21. Jahrhunderts gehört, wahrgenommen.

## Gerichtssprengel
Der Gerichtssprengel umfasste Ende 1914 die 13 Gemeinden Abaschin (Závišín), Auschowitz (Úšovice), Einsiedl (Mnichov), Habakladrau (Ovesné Kladruby), Hohendorf (Zádub), Hollowing (Holubín), Kuttnau (Chotenov), Marienbad (Mariánské Lázně), Pistau (Pístov), Rauschenbach (Sítiny), Royau (Rájov), Sangerberg (Prameny) und Wilkowitz (Vlkovice).